# Challenge Tour (Golf)
Die Challenge Tour ist eine jährliche Serie von Golfturnieren und ist die 2. Liga (second level) der PGA European Tour. Sie wird hauptsächlich in Europa, aber auch in anderen Erdteilen ausgetragen, außer in Nordamerika – dort gibt es die entsprechende Nationwide Tour der US-amerikanischen PGA TOUR.
Die Turnierserie wurde 1986 eingeführt und hieß ursprünglich Satellite Tour. Die besten 15 Spieler der Jahreswertung erhalten die Spielberechtigung für das kommende Jahr in der 1. Liga, der PGA European Tour, während die nachfolgenden 30 eine mehr oder minder eingeschränkte Teilnahmeberechtigung bekommen. Gewinnt man drei Turniere in einer Saison, kann man sofort in die "große" Tour einsteigen.
Für die Challenge Tour qualifiziert man sich über die Satellite Tour (ehemals Third Level Tours), bestehend aus Alps Tour, Pro Golf Tour, Nordic League und PGA EuroPro Tour, und zwar die ersten 5 der jeweiligen Jahreswertungen. Man kann aber auch über jährlich stattfindende Qualifikationsturniere – die Qualifying School – die Teilnahmeberechtigung erlangen.